# Moviola (canción)
«Moviola» es una canción compuesta por el músico argentino Luis Alberto Spinetta e interpretada por la banda Spinetta Jade que se encuentra en el álbum Los niños que escriben en el cielo de 1981, segundo álbum de la banda y décimo cuarto en el que tiene participación decisiva Spinetta.
El tema es interpretado por Spinetta (guitarra y voz), Leo Sujatovich (teclados), Diego Rapoport (teclados), Frank Ojstersek (bajo) y Pomo Lorenzo (batería).

## El tema
Si la letra de “Cuando me empiece a quedar solo”, de Charly García con Sui Generis, fue deviniendo con el tiempo curiosamente profética (“tendré los ojos muy lejos, un cigarrillo en la boca, el pecho dentro de un hueco...”) hasta volverse poco menos que un autorretrato de su autor, algo por el estilo parece ocurrir con esa canción de Spinetta llamada “Moviola” e incluida en uno de sus discos más inspirados: Los niños que escriben en el cielo (1981). “¿Alguien vio a este anciano solo aquí en el desierto, pidiendo limosna a los cactus con su infatigable violín?”, empezaba “Moviola”. Y por más que a 40 años de sus primeros pasos junto con el grupo Almendra, convertido a esta altura en un icono de la cultura argentina, Luis Alberto Spinetta no es ni parece un anciano (aunque sea abuelo), está claro que su arte, infatigable, hace pensar cada vez más en un oasis en medio de este desierto o en “un ensueño en este insomnio”, como dijera en aquel mismo disco, en la canción “Umbral”.
Eduardo Berti

## Contexto
Spinetta venía de realizar su álbum doble junto a Fito Páez La, la, la y de sufrir que durante los recitales de presentación del álbum fueran asesinadas "las madres" de Fito Páez. Semejante situación impactó sobre la obra de ambos: mientras Fito Páez compuso y editó el álbum Ciudad de pobres corazones (1987), Spinetta por su parte expresó su dolor en Téster de violencia.
El contexto histórico de Argentina influía también en el estado emocional de Spinetta. A fines de 1983 la sociedad argentina había reconquistado la democracia y había enjuiciado y condenado a las juntas militares (1985) que cometieron crímenes de lesa humanidad durante la última dictadura. Pero en 1986 ese clima comenzó a enturbiarse cuando el Congreso sancionó la primera de las llamadas leyes de impunidad, seguida al año siguiente de la primera de las sublevaciones militares de carapintadas.

## El álbum
Téster de violencia es un álbum conceptual alrededor del tema de la violencia, que busca ir más allá de una mirada puramente moral y exterior sobre la violencia, para partir de los cuerpos de las personas, como campos en los que esa violencia actúa y a la vez es medida. Para Spinetta la violencia no es sólo "lo horrible", sino la vida misma, desde el hecho mismo de nacer y enfrentar la muerte.

La temática del cuerpo, eje central de Téster de violencia, resulta novedosa para alguien como Spinetta, que durante mucho tiempo le cantó al alma, e incluso bautizó a uno de sus mejores discos como Alma de diamante. Este cambio fue simétrico, además, al hecho de que el Flaco pasó de leer con devoción las obras de Antonin Artaud (para quien el cuerpo es la cárcel del alma) a los textos de Foucault (para quien el alma es la cárcel del cuerpo).
Eduardo Berti, Spineta: crónica e iluminaciones

## El tema
El tema es el segundo track del álbum solista Téster de violencia, un álbum conceptual alrededor del tema de la violencia. El título de la canción, "Siempre en la pared", había sido originalmente "Sola en la pared", expresión que también contiene la letra.